# Boomse Klei
De Boomse Klei, Klei van Boom, (in België) Formatie van Boom (Bm) of (in Nederland) het Laagpakket van Boom is een laag klei in de ondergrond van vrijwel geheel Nederland en het noordoosten van België. De kleilaag is genoemd naar de plaats Boom in Antwerpen.

## Voorkomen

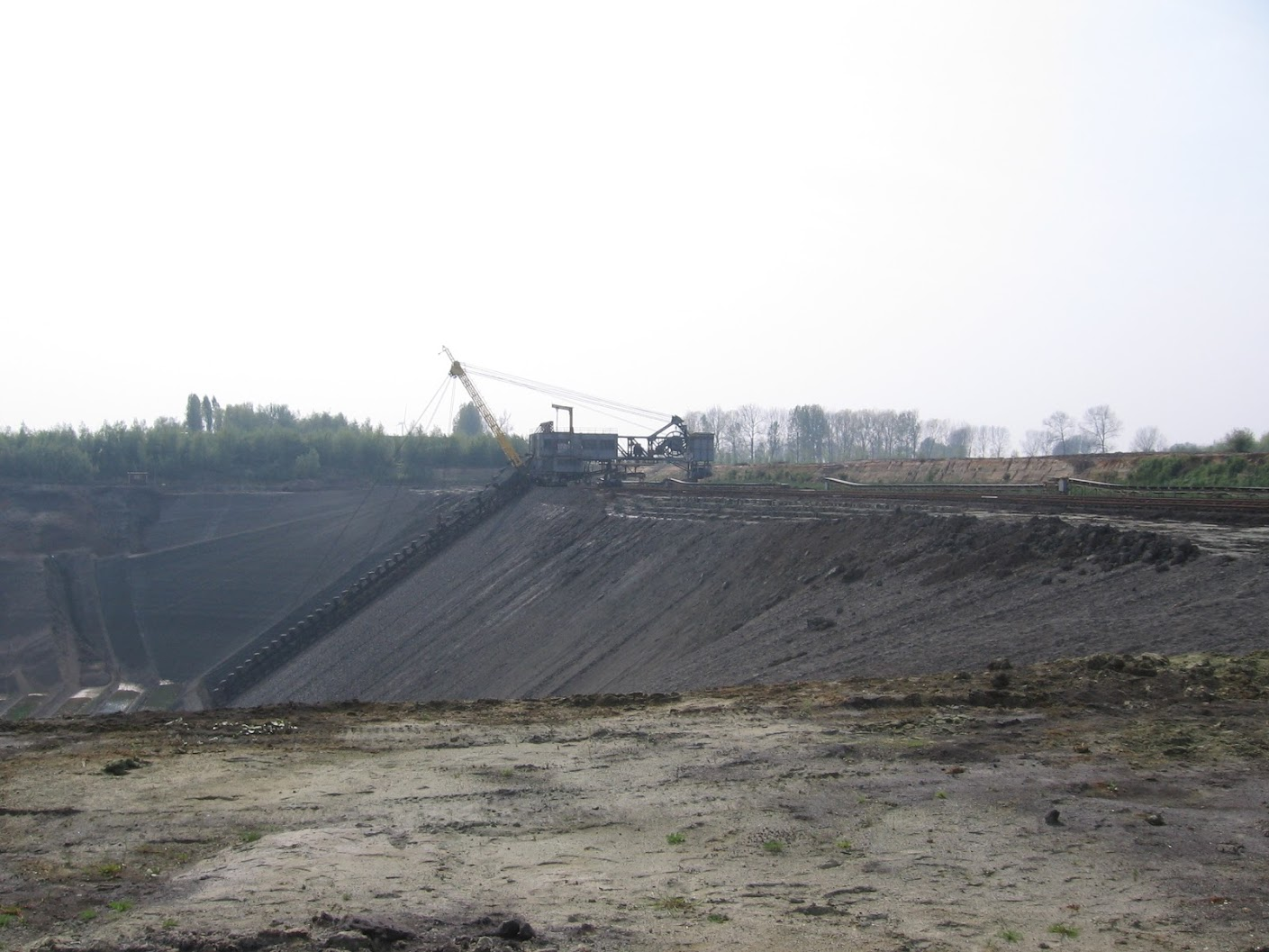
Ontginning van de klei uit de Formatie van Boom te Kruibeke.

De Klei van Boom dagzoomt in een band van een tiental km breed, lopende vanaf de monding van de Westerschelde nabij Vlissingen tot de omgeving van Mechelen. Ten oosten van Mechelen is de klei eveneens aanwezig, maar wordt bedekt door jongere sedimenten. Nog meer naar het oosten dagzoomt het kleipakket opnieuw in de vallei van de Geul, tussen Maastricht en Valkenburg. Daar is het dagzoomgebied echter veel smaller.  Ten noorden van de dagzoomlijn is de Klei van Boom aanwezig in de ondergrond van geheel de Kempen, het noorden van beide "Limburgen" en nagenoeg de rest van Nederland. Enkel in Twente en Drenthe is de afzetting grotendeels afwezig.  

## Kenmerken
De Boomse Klei is een sterk gelaagde afwisseling van siltige klei en kleiig silt. Verspreid komen septaria (kalkknollen) voor, die tot meer dan een meter in doorsnede kunnen zijn. De siltige lagen zijn vaak rijk in de mineralen glauconiet en pyriet. Ook worden vaak fossiele haaientanden aangetroffen. De erosiebestendige Klei van Boom vormt in de buurt van de Rupelmonding een vrij scherpe verhoging in het landschap, bekend als de cuesta van Boom of cuesta van het Waasland. 
De kleilaag is gevormd tijdens het begin en midden van het geologisch tijdperk Rupeliaan/Rupelien (33,9 - 28,4 miljoen jaar geleden, Vroeg-Oligoceen) en kan in het noordoosten van België (in het Kempens Bekken) tot 150 meter dik worden, in Nederland tot zelfs meer dan 200m.

## Stratigrafie
De Boomse Klei ligt meestal boven op het Zand van Zelzate of het Zand van Bilzen. Waar deze lagen afwezig zijn kan de Boomse Klei ook direct op oudere lagen zoals de formaties van Sint Huibrechts-Hern of Maldegem liggen. 
Boven op de klei liggen in België de Formatie van Kattendijk (Waasland), Berchem (Antwerpse Kempen) en Eigenbilzen (Limburgse Kempen). In Nederland ligt bovenop de Klei van Boom de Formatie van Breda (westen), de Formatie van Veldhoven (centrum) of het Laagpakket van Steensel (zuidoosten). 
In België wordt de Boomse Klei onderverdeeld in drie leden: Belsele-Waas, Terhagen en Putte.  De Boomse Klei behoort tot de afzettingen van Rupel, die in België als een groep en in Nederland als een formatie beschouwd worden.

## Ontginning en radioactief afval

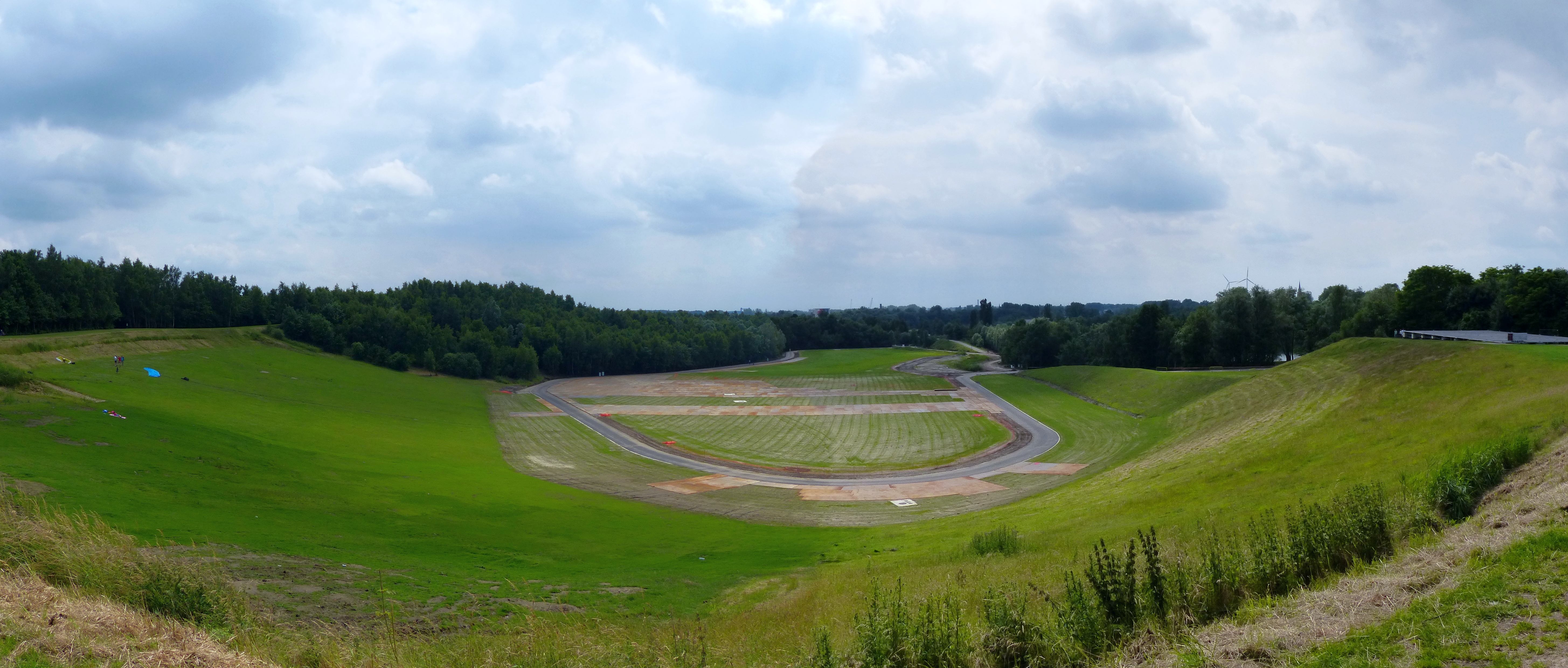
Voormalige kleiput in De Schorre.

In de buurt van Sint-Niklaas, Boom en Mechelen wordt de Klei van Boom ontgonnen in verschillende kleigroeves. De klei wordt vooral gebruikt voor de productie van dakpannen, bakstenen en hydrokorrels. Onder meer het Oostenrijkse bedrijf Wienerberger is in de regio actief. De vijvers van het recreatiedomein De Schorre zijn voormalige kleiputten.
Bij Mol is door het SCK•CEN een ondergronds laboratorium in de Boomse Klei aangelegd, waar experimenten worden uitgevoerd om de doorlatendheid van de klei te testen. Doel is te onderzoeken of het mogelijk is radioactief afval in de kleilaag achter te laten. Klei is zeer slecht doorlatend en de Boomse Klei kan daarom mogelijk gekozen worden als bergplaats voor radioactief afval.